# Armata de Rezistență a Domnului
Armata de Rezistență a Domnului (LRA) este o organizație creștină extremistă care operează în nordul Ugandei, Sudanul de Sud, Republica Centrafricană și Republica Democratică Congo. Obiectivele sale declarate includ instituirea democrației multipartid și sa guverneze Uganda conform celor Zece Porunci.
În practică, „LRA nu este motivată de nicio agendă politică identificabilă, iar strategia și tactica sa militară reflectă acest lucru”. Se pare că funcționează în mare parte ca un cult al personalității liderului său Joseph Kony.
LRA a fost catalogată ca grup terorist de către Statele Unite, deși de atunci a fost eliminată de pe lista grupurilor teroriste active desemnate. Acesta a fost acuzat de încălcări pe scară largă a drepturilor omului, inclusiv crimă, răpire, mutilare, sclavie sexuală a copiilor și recrutarea de copii soldați.